# Borgheim
Borgheim is een plaats in de Noorse gemeente Færder  in de provincie Vestfold. In het dorp zetelt het gemeentebestuur. He dorp ligt op het eiland Nøtterøy. Tot 2018 was het de hoofdplaats van de zelfstandige gemeente Nøtterøy. 

## Kerk

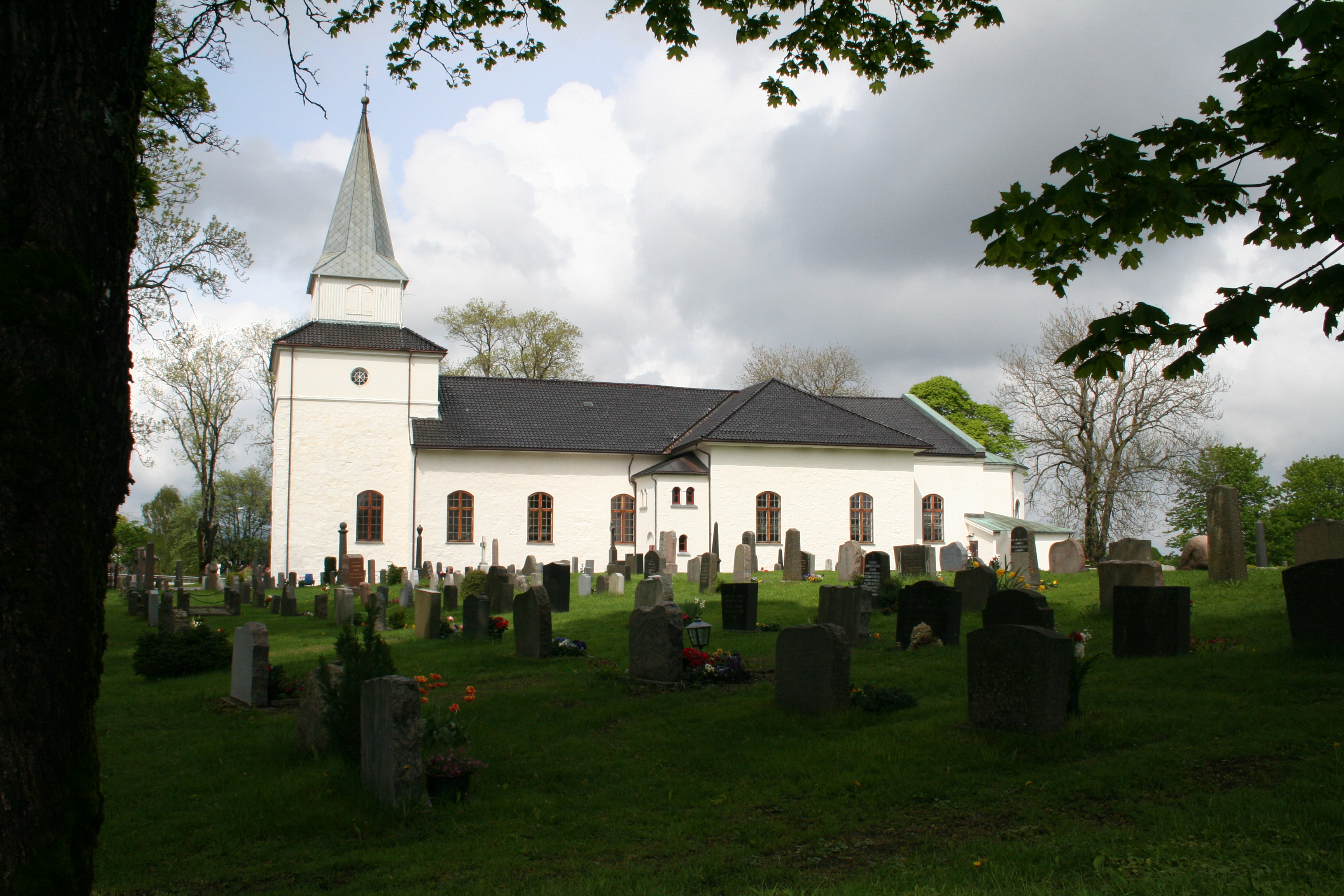
Kerk van Nøtterøy

In het dorp staat de grootste en oudste kerk van het eiland. De oudste delen van het gebouw, oorspronkelijk gewijd aan de Maria, dateren uit het begin van de twaalfde eeuw. In 1839 en in 1883 is het in fases uitgebouwd.